# クロスビー郡 (テキサス州)
クロスビー郡（クロスビーぐん、英: Crosby County）は、アメリカ合衆国テキサス州の北部に位置する郡である。2010年国勢調査での人口は6,059人であり、2000年の7,072人から14.3％減少した。郡庁所在地はクロスビートン市（人口1,741人）であり、同郡で人口最大の都市はラルズ市（人口1,944人）である。郡名およびクロスビートンの名前はどちらも、テキサス州土地コミッショナーのスティーブン・クロスビーにちなんで名付けられた。クロスビー郡は州内に30ある禁酒郡（ドライ）の1つである。ラボック郡と共にラボック大都市圏を構成している。
広大なマタドール牧場の一部が郡内に入っている。

## 年譜
- 紀元前11000年、パレオ・インディアンが最初の住人だった。考古学調査で出土した人工物によって、マンモス、マストドン、サーベルタイガー、メガテリウムを狩猟していた狩猟採集型民族が居たことが分かっている。その後はコマンチ族インディアンなどが入ってきた[6]。
- 1871年、ラナルド・S・マッケンジーがブランコキャニオンの戦いでクアナ・パーカーなどコマンチ族と戦った。この遠征のときにマッケンジー・トレイルが造られ、1870年代後半にはクロスビー郡への最初の入植者が利用した[7]。
- 1876年、テキサス州議会がヤング郡とベア郡から分離し、クロスビー郡を創設した[6]。
- 1878年、バイエルン生まれのハインリヒ・シュミット、別名ヘンリー・"ハンク"・クレイ・シュミットとその妻エリザベス、その6人の子供たちが、この地域では最初の恒久的開拓者になった。ハンクは郡の組織化で活躍した[8][9][10]。
- 1879年、南軍の退役兵パリス・コックスが、バッファローの狩猟者たちと共にリャノ・エスタカードのキャップロック断崖を初めて訪れた[11]。
- 1886年、エスタカードが郡庁所在地に指定された[12]。
- 1900年、牛肉産業が発展し、郡人口は30,618人を数えた[6]。
- 1908年、バー・N・バー牧場が農夫に土地の販売を始めた[6]。
- 1910年、クロスビートンが新しく郡庁所在地に指定された[13]。
- 1920年、郡内の土地 45,400エーカー (184 km2) ほどに綿花が育てられていた。リンゴとモモの木が15,000本育っていた[6]。
- 1929年、83,000羽の鶏がおり、395,000ダースの卵を販売していた[6]。
- 1941年、郡名で最初の土壌保護地区が定められた[6]。
- 1955年、郡内で石油が発見された[6]。

## 地理
アメリカ合衆国国勢調査局に拠れば、郡域全面積は902平方マイル (2,336.2 km2)であり、このうち陸地900平方マイル (2,331.0 km2)、水域は2平方マイル (5.2 km2)で水域率は0.24％である。

### 主要高規格道路
- アメリカ国道62号線
- アメリカ国道82号線/テキサス州道114号線
- テキサス州道207号線

### 隣接する郡
- フロイド郡 - 北
- ディケンズ郡 - 東
- ガルザ郡 - 南
- ラボック郡 - 西

### 特徴的な地形

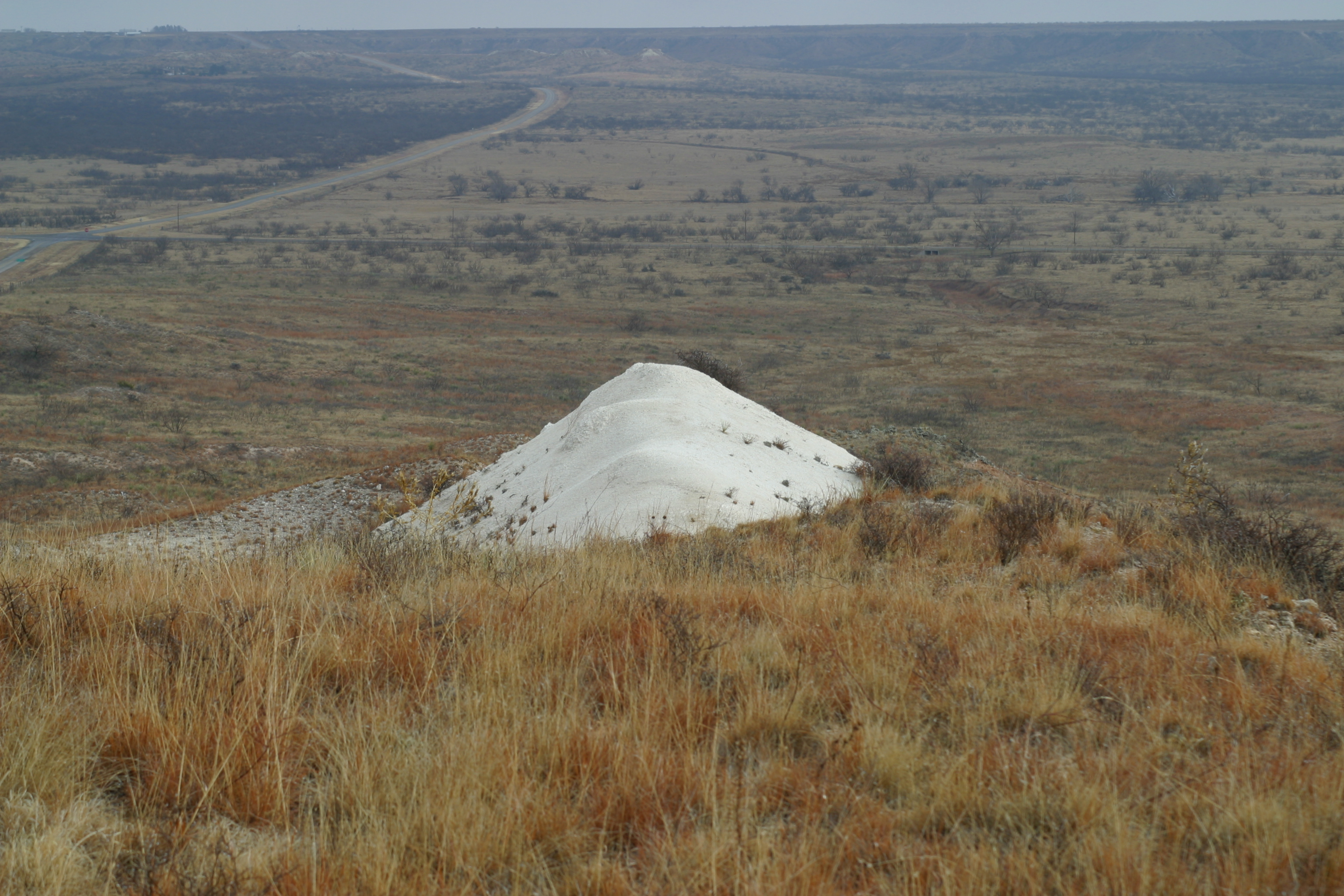
ブランコ・キャニオン
- ホワイト川、シルバー滝
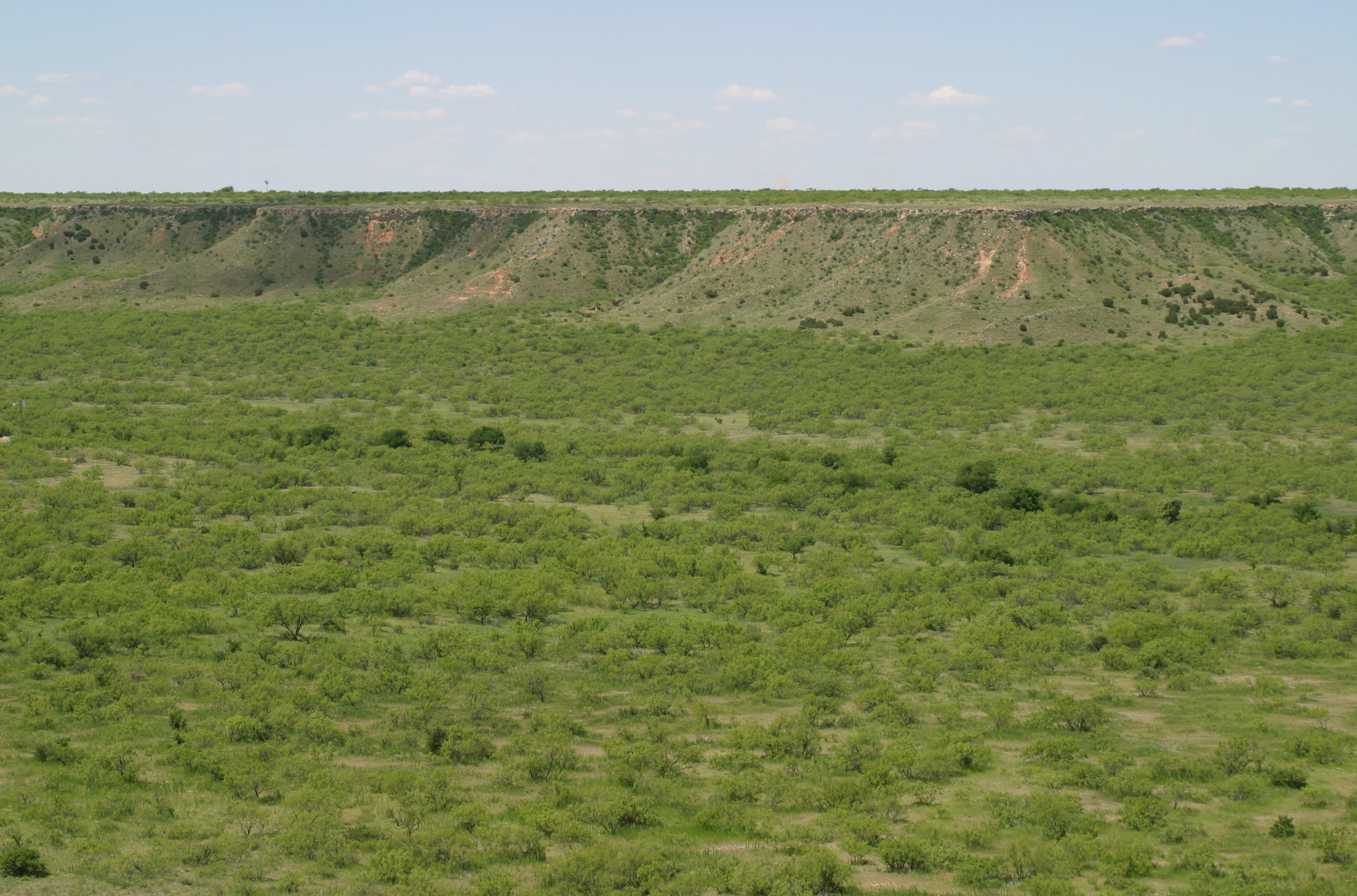
ブランコ山
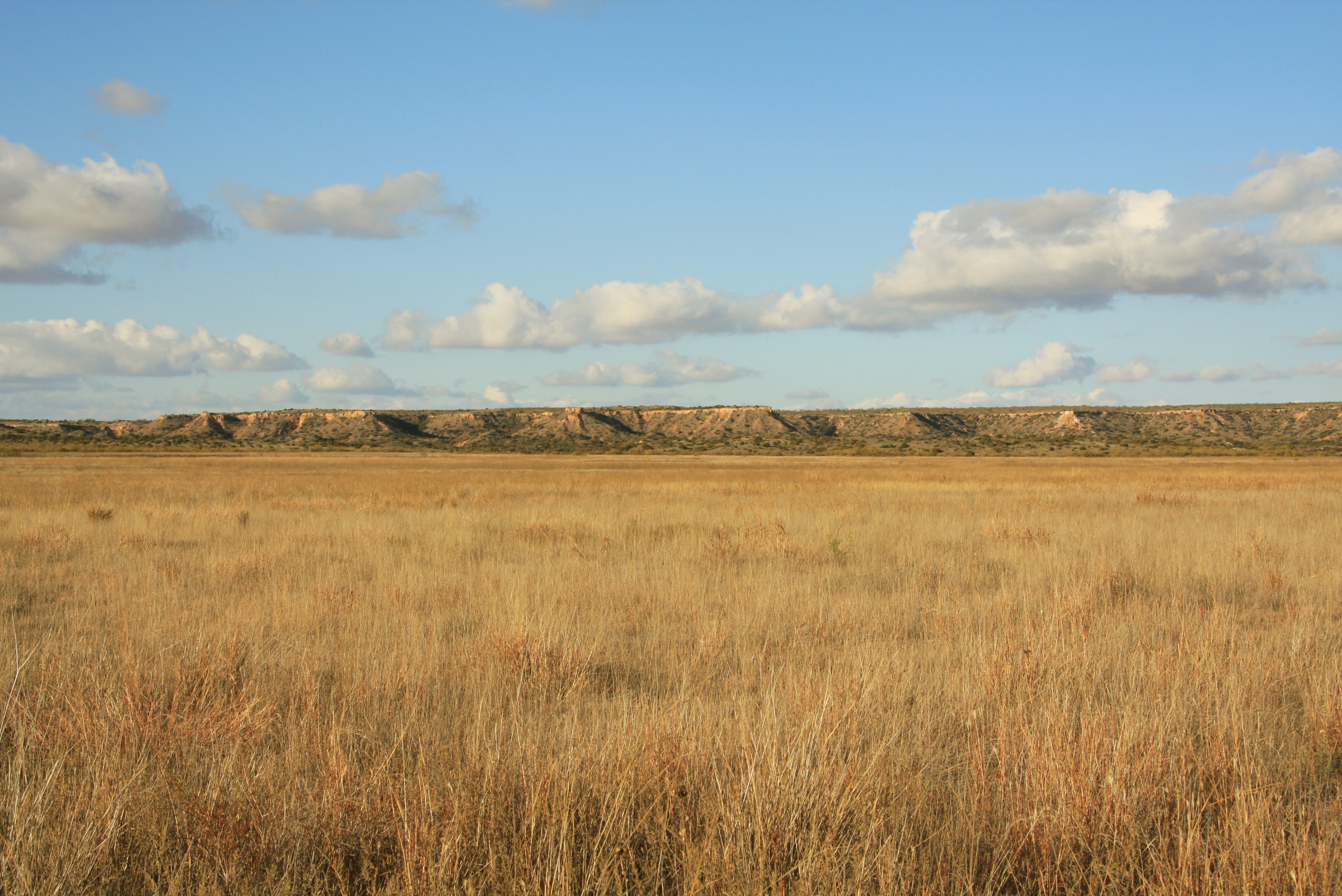
キャップロック断崖

- ブランコ山
- ブランコ・キャニオン
- キャップロック断崖

## 人口動態
以下は2000年の国勢調査による人口統計データである。
| 基礎データ - 人口: 7,072人 - 世帯数: 2,512 世帯 - 家族数: 1,866 家族 - 人口密度: 3人/km2（8人/mi2） - 住居数: 3,202軒 - 住居密度: 1軒/km2（4軒/mi2） 人種別人口構成 - 白人: 63.77% - アフリカン・アメリカン: 3.89% - ネイティブ・アメリカン: 0.54% - アジア人: 0.03% - 太平洋諸島系: 0.07% - その他の人種: 29.89% - 混血: 1.81% - ヒスパニック・ラテン系: 48.93% 年齢別人口構成 - 18歳未満: 30.7% - 18-24歳: 8.5% - 25-44歳: 24.0% - 45-64歳: 21.1% - 65歳以上: 15.6% - 年齢の中央値: 34歳 - 性比（女性100人あたり男性の人口） - 総人口: 91.1 - 18歳以上: 87.2 | 世帯と家族（対世帯数） - 18歳未満の子供がいる: 35.6% - 結婚・同居している夫婦: 59.0% - 未婚・離婚・死別女性が世帯主: 11.4% - 非家族世帯: 25.7% - 単身世帯: 23.8% - 65歳以上の老人1人暮らし: 13.4% - 平均構成人数 - 世帯: 2.78人 - 家族: 3.30人 収入と家計 - 収入の中央値 - 世帯: 25,769米ドル - 家族: 29,891米ドル - 性別 - 男性: 23,775米ドル - 女性: 17,229米ドル - 人口1人あたり収入: 14,445米ドル - 貧困線以下 - 対人口: 28.1% - 対家族数: 22.6% - 18歳未満: 36.6% - 65歳以上: 22.7% |

## 都市と町
- クロスビートン - 郡庁所在地
- ロレンゾ
- ラルズ

### その他の町
- コーン
- エスタカード
- カルガリ